# Tilda Swinton

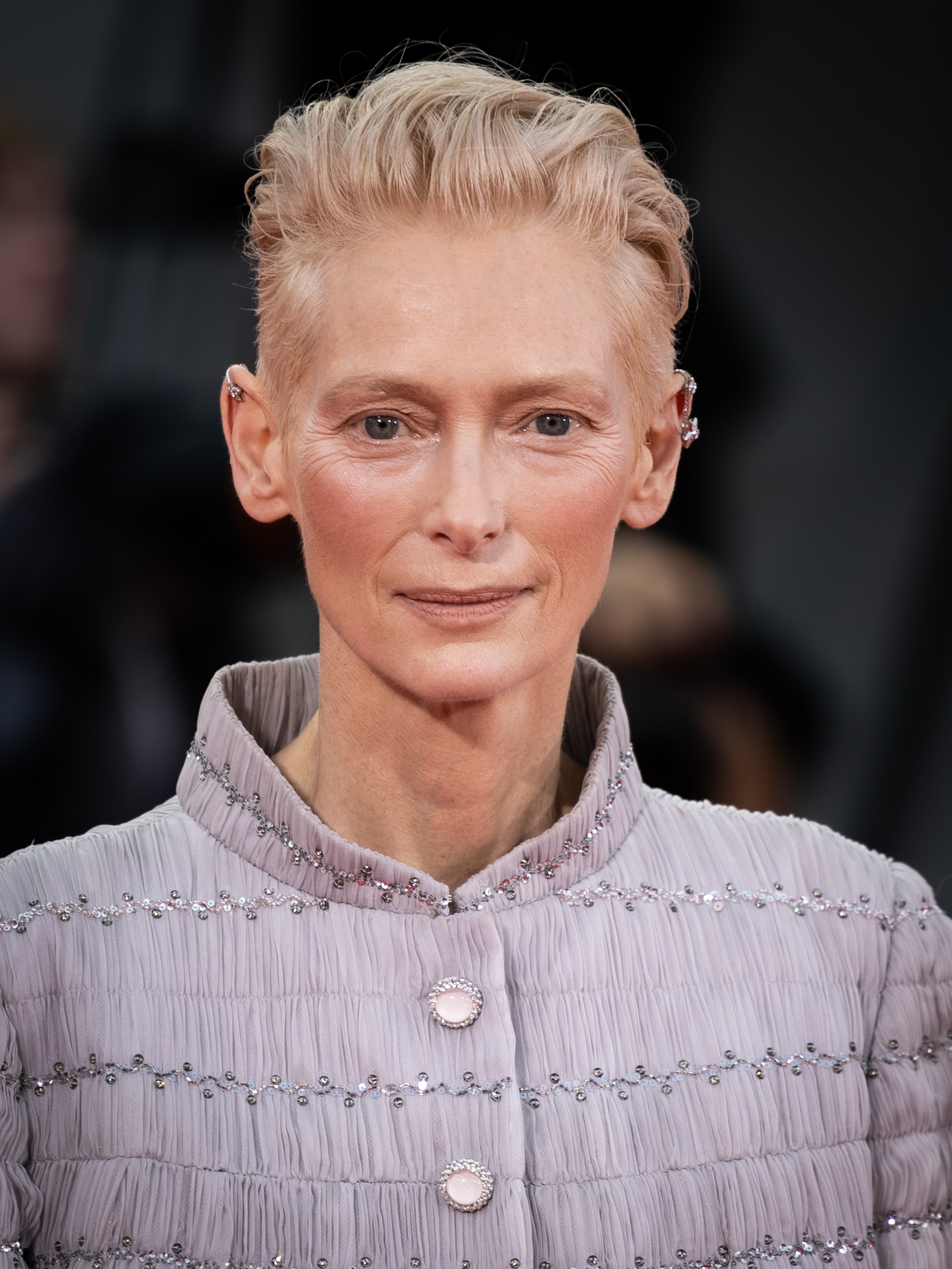
Tilda Swinton (2024)

Katherine Matilda „Tilda“ Swinton (* 5. November 1960 in London) ist eine schottische Schauspielerin und Oscar-Preisträgerin.

## Leben
Swinton entstammt einem der ältesten schottischen Clans (Clan Swinton) und wuchs im jahrhundertealten väterlichen Stammsitz auf. Ihr Vater, Sir John Swinton of Kimmerghame, war Generalmajor der Scots Guards, eines der Leibregimenter des britischen Königs. Ihre Mutter, Judith Balfour, stammt ursprünglich aus Australien. Swinton hat drei Brüder.
Sie besuchte zur selben Zeit wie Diana Spencer, die spätere Princess of Wales, das englische Privatinternat West Heath Girls School in Sevenoaks. Bis 1983 absolvierte sie ein Studium der Sozial- und Politikwissenschaften an der Universität Cambridge (am früheren New Hall College, heute Murray Edwards). Während ihrer Zeit in Cambridge trat sie der Communist Party of Great Britain bei. In diesen Jahren versuchte sie sich auch als Schriftstellerin, verbrachte einige Zeit in einem Township in Südafrika, wo sie ehrenamtlich in einem Hilfsprojekt arbeitete, und entdeckte ihre Leidenschaft für das Theater.
Swinton hat Zwillinge aus ihrer Beziehung mit dem schottischen Autor und Maler John Byrne. Mit ihm und ihren Kindern lebte sie in Nairn, nordöstlich von Inverness in Schottland. Mitte der 2000er Jahre trennten sich Swinton und Byrne. Seither ist Swinton mit dem Künstler Sandro Kopp liiert. Mit ihrer Tochter Honor Swinton Byrne stand sie gemeinsam für Dreharbeiten zu den Filmen The Souvenir (2019) und The Souvenir: Part II (2021) von Joanna Hogg vor der Kamera.

## Karriere

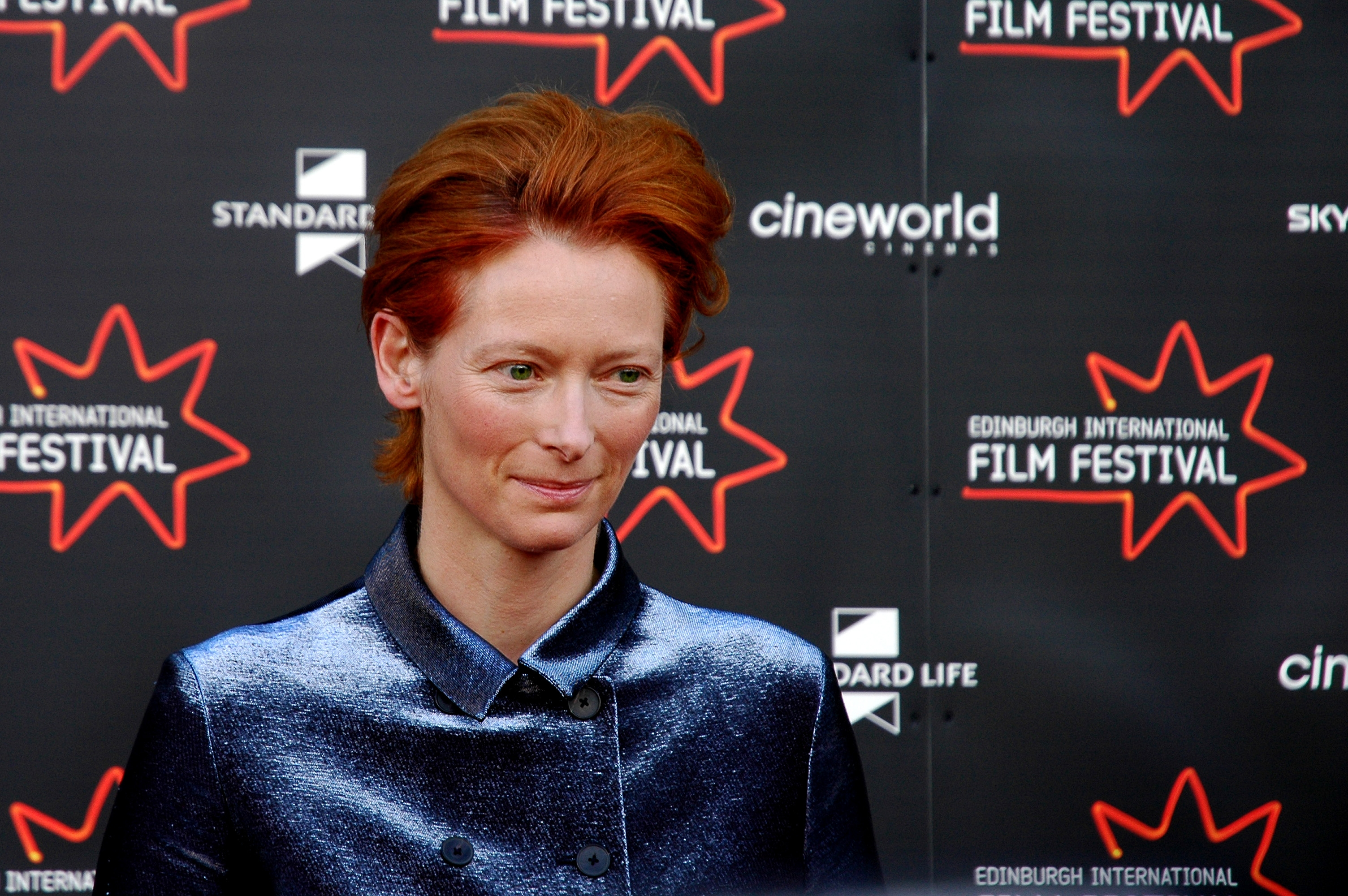
Swinton 2007 beim Edinburgh Film Festival

Nach dem Studium schloss sich Tilda Swinton für kurze Zeit der Royal Shakespeare Company an. Später fiel die 1,80 m große rothaarige Darstellerin auf anderen Bühnen bereits in Hosenrollen auf, so etwa als Mozart in Puschkins Mozart und Salieri und in Man to Man nach dem Stück Jacke wie Hose von Manfred Karge als Frau, die im Dritten Reich in die Rolle ihres verstorbenen Mannes schlüpft. Das Stück wurde 1991 auch mit Tilda Swinton verfilmt.
1986 debütierte sie als Filmschauspielerin in Derek Jarmans Caravaggio. Bis zu Jarmans Tod im Jahr 1994 trat Swinton in jedem Spielfilm des eng mit ihr befreundeten Regisseurs auf. Auch mit Christoph Schlingensief, dem Regisseur von Egomania – Insel ohne Hoffnung (1986), pflegte sie eine bis zu dessen Tod anhaltende Freundschaft.
Swinton spielte von Beginn an und bis heute in zahlreichen experimentellen und abseits des Kino-Mainstreams angesiedelten Filmen. Mit Jarman verband sie die Vorliebe für ein exzentrisches und sehr artifizielles Kino, in dem auch radikale politische Inhalte ihren Platz finden. Schon in Caravaggio war Homosexualität ein Thema, wobei der Film in einer Zeit entstand, in der unter Premierministerin Margaret Thatcher die Clause 28 zum Gesetz wurde, die es in allen Bereichen des öffentlichen Lebens verbot, in irgendeiner Weise positiv über Homosexualität zu berichten. Jarman griff diese Thematik erneut in Edward II auf, wo in mehreren Szenen Demonstranten aus den 1980er Jahren in das historische Geschehen eindringen und Gleichberechtigung für Schwule und Lesben fordern. In Friendship’s Death (1987, Regie: Peter Wollen) stellt Swinton eine Außerirdische dar, die, als Botschafterin in Freundschaft zur Erde gesandt, mitten in die Bürgerkriegswirren des „Schwarzen Septembers“ in Jordanien gerät und befremdet das Morden ringsum und das seltsame Verhalten der Menschen beobachtet.

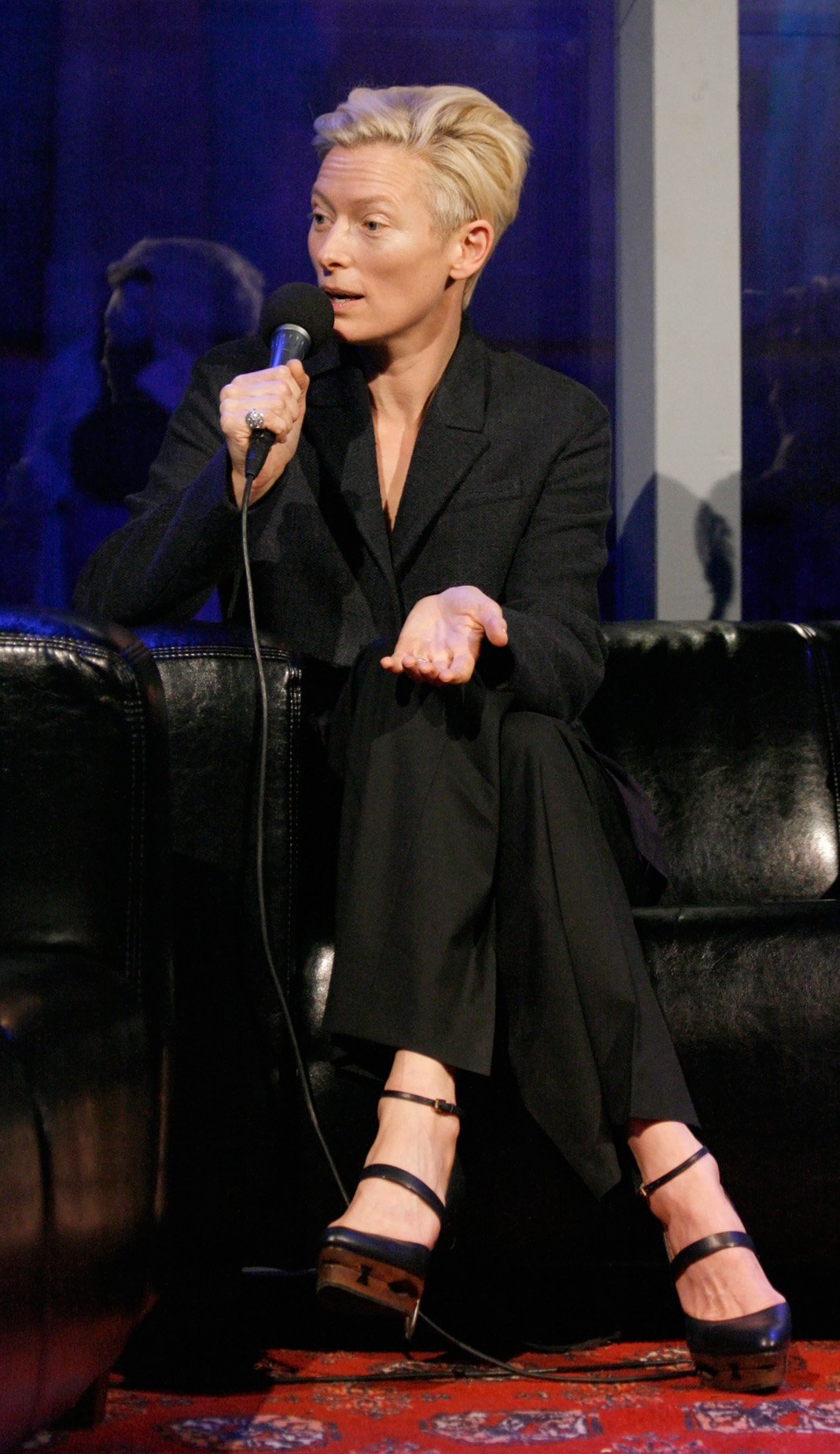
Swinton 2009 während einer Publikumsdiskussion im Rahmen der Viennale

Weitere Independent-Filme mit Swinton entstanden unter anderem mit Cynthia Beatt, einer befreundeten Berliner Filmemacherin, mit der sie den Dokumentar-Kurzfilm Cycling the Frame (1988, 27 Min.) drehte, in dem sie mit dem Fahrrad an der Westseite der Berliner Mauer entlangfährt. Ihren internationalen Durchbruch markierte 1992 Sally Potters Film Orlando nach dem Roman von Virginia Woolf, in dem Swinton eine/n Adelige/n darstellt, die/der 400 Jahre lebt und sich in dieser Zeit vom Mann zur Frau wandelt. In Female Perversions (Regie: Susan Streitfeld, 1996) spielte sie eine neurotische, bisexuelle Juristin. 1997 verkörperte sie in Leidenschaftliche Berechnung (Regie: Lynn Hershman-Leeson) die britische Mathematikerin und Informatikpionierin Ada Lovelace. 1999 spielte sie in Tim Roths Regiedebüt The War Zone und 2002 in Spike Jonzes Adaption. 2002 war sie in dem dokumentarischen Kurzfilm Tilda Swinton. The Love Factory zu sehen.
Neben den eher im Arthouse-Bereich angesiedelten Produktionen spielte Swinton auch in einer Reihe von Filmen großer Filmstudios. Sie übernahm Rollen in The Beach (2000) mit Leonardo DiCaprio, Vanilla Sky (2001) mit Tom Cruise und der Comicverfilmung Constantine mit Keanu Reeves (2005), in der sie einen androgynen Erzengel Gabriel verkörperte. Im selben Jahr war sie die „Weiße Hexe Jadis“ im Fantasyfilm Die Chroniken von Narnia: Der König von Narnia, dem ersten Film der Reihe Die Chroniken von Narnia, und spielte in Jim Jarmuschs Broken Flowers. 2007 stand sie mit George Clooney für Michael Clayton vor der Kamera und wurde dafür im Jahr 2008 als Beste Nebendarstellerin mit einem Oscar ausgezeichnet. Ihre Ausflüge in die Welt der Großproduktionen mit ihren enormen Budgets bezeichnet sie mitunter als „Spionage“ bzw. stellt fest, dass sie nie in einem Film mitgewirkt habe, den sie selbst nicht als experimentell empfand.
2009 wiederholte sie die Fahrradtour an der Berliner Mauer für Beatts 60-minütigen TV-Film The invisible frame.
Neben ihrer Tätigkeit als Filmschauspielerin nimmt Swinton auch immer wieder an Projekten in anderen Genres teil. So war sie 1995 als „lebendes Exponat“ Teil der mit Cornelia Parker realisierten Installation The Maybe in der Londoner Serpentine Gallery. Eine Woche lang lag sie dabei täglich acht Stunden als Schlafende in einem Glaskasten. 1996 trat sie im Musikvideo zu The Box des Electronica-Duos Orbital auf. Auf dem Album The Bachelor des britischen Musikers Patrick Wolf, das am 5. Juni 2009 erschien, wirkte sie bei drei Songs (Oblivion, Thickets, Theseus) mit, wobei sie den Text im Sprechgesang vortrug. 2010 war sie Hauptdarstellerin in einem von dem US-amerikanischen Fotografen Ryan McGinley gedrehten Werbe-Kurzfilm für die schottische Textilmarke Pringle of Scotland.
Bei den Internationalen Filmfestspielen Berlin übernahm Swinton 2009 das Amt der Jury-Präsidentin.
Im August 2008 organisierte sie mit Mark Cousins, einem befreundeten Drehbuchautor und Kulturkritiker, in einem von ihr gemieteten früheren Ballsaal in einem viktorianischen Haus in ihrem Heimatort Nairn das Filmfestival „The Ballerina Ballroom Cinema of Dreams“. Gezeigt wurden Filme unter anderem von Astrid Henning-Jensen, Joseph L. Mankiewicz, Federico Fellini und Akira Kurosawa bis hin zu Rainer Werner Fassbinder und Sylvain Chomet. Im Sommer 2009 tourte sie mit einem mobilen Kino durch Schottland, um an den verschiedenen Orten Filme abseits des gewöhnlichen Kinoprogramms zu zeigen.
2013 spielte Swinton mit David Bowie in seinem Video zur Single The Stars (Are Out Tonight) aus dessen Album The Next Day ein biederes Ehepaar. In der Tragikomödie Grand Budapest Hotel spielte sie eine mehr als achtzigjährige Lady. In dem dystopischen Thriller Snowpiercer von 2013, der von einem pausenlos durch eine Eislandschaft fahrenden Zug handelt, in dem die Menschen nach sozialen Klassen in den einzelnen Waggons eingesperrt sind, verkörpert Swinton eine tyrannische herzlose Aufseherin namens Mason. Wegen der aufwendigen Maske ist Swinton jedoch in dieser Rolle nicht zu erkennen.
Auf der 66. Berlinale von 2016 hatte Tilda Swintons vierteiliger, dokumentarischer Essayfilm The Seasons in Quincy: Four Portraits of John Berger in der Sektion Berlinale Special seine Weltpremiere. In dem in Zusammenarbeit mit Colin MacCabe, Christopher Roth, Bartek Dziadosz und dem Derek Jarman Lab produzierten Dokumentarfilm tritt Swinton selbst auf, führte Regie und verfasste das Drehbuch.
Im Dezember 2024 wurde Swinton der Goldene Ehrenbär der 75. Berlinale für ihr Lebenswerk zuerkannt. Auf einer Pressekonferenz im Rahmen der Berlinale bekundete sie im Februar 2025 ihre Sympathien für BDS: „Ich bin eine große Bewunderin von BDS und habe großen Respekt davor, und ich denke viel darüber nach.“ Für die Unterstützung wurde Swinton Antisemitismus vorgeworfen.

## Filmografie (Auswahl)
- 1986: Caravaggio
- 1986: Egomania – Insel ohne Hoffnung
- 1986: Das offene Universum
- 1986: Caprice
- 1987: Friendship’s Death
- 1987: Aria
- 1987: The Last of England – Verlorene Utopien (The Last of England)
- 1988: Cycling the Frame
- 1989: War Requiem
- 1990: The Garden
- 1991: Edward II
- 1991: The Party: Nature Morte
- 1992: Orlando
- 1993: Wittgenstein
- 1993: Blue
- 1996: Female Perversions
- 1997: Leidenschaftliche Berechnung (Conceiving Ada)
- 1999: The Protagonists
- 1999: The War Zone
- 2000: The Beach
- 2001: The Deep End – Trügerische Stille (The Deep End)
- 2001: Vanilla Sky
- 2002: Possible Worlds
- 2002: Adaption – Der Orchideen-Dieb (Adaptation.)
- 2002: Teknolust
- 2003: Young Adam
- 2003: The Statement
- 2005: Constantine
- 2005: Broken Flowers
- 2005: Die Chroniken von Narnia: Der König von Narnia (The Chronicles of Narnia: The Lion, the Witch and the Wardrobe)
- 2006: Thumbsucker
- 2006: Galápagos (Dokumentarfilm, Sprecherin)
- 2007: Strange Culture (Dokumentarfilm)
- 2007: Schau mir in die Augen, Kleiner (Dokumentarfilm)
- 2007: Michael Clayton
- 2007: The Man from London (A Londoni férfi)
- 2008: Derek
- 2008: Die Chroniken von Narnia: Prinz Kaspian von Narnia (The Chronicles of Narnia: Prince Caspian)
- 2008: Julia
- 2008: Burn After Reading – Wer verbrennt sich hier die Finger? (Burn After Reading)
- 2008: Der seltsame Fall des Benjamin Button (The Curious Case of Benjamin Button)
- 2009: The Limits of Control
- 2009: I Am Love (Io sono l’amore)
- 2009: The Invisible Frame (Dokumentarfilm)
- 2010: Die Chroniken von Narnia: Die Reise auf der Morgenröte (The Chronicles of Narnia: The Voyage of the Dawn Treader)
- 2011: We Need to Talk About Kevin
- 2012: Moonrise Kingdom
- 2013: Only Lovers Left Alive
- 2013: Snowpiercer
- 2013: The Zero Theorem
- 2014: Grand Budapest Hotel (The Grand Budapest Hotel)
- 2015: Dating Queen (Trainwreck)
- 2015: A Bigger Splash
- 2015: B-Movie: Lust & Sound in West-Berlin 1979–1989 (Dokumentation)
- 2016: Hail, Caesar!
- 2016: Doctor Strange
- 2017: War Machine
- 2017: Okja
- 2018: Isle of Dogs – Ataris Reise (Isle of Dogs, Stimme)
- 2018: Suspiria
- 2019: The Souvenir
- 2019: Avengers: Endgame
- 2019: The Dead Don’t Die
- 2019: The Personal History of David Copperfield
- 2020: The Human Voice – Kurzfilm des Regisseurs Pedro Almodóvar
- 2021: The French Dispatch
- 2021: Memoria
- 2021: What If…? (Fernsehserie, Folge 1x04, Stimme)
- 2021: The Souvenir Part II
- 2022: Three Thousand Years of Longing
- 2022: The Eternal Daughter
- 2022: Guillermo del Toros Pinocchio (Guillermo del Toro’s Pinocchio, Animationsfilm – Sprechrolle)
- 2023: Problemista
- 2023: Asteroid City
- 2023: Der Killer (The Killer)
- 2024: The Boys (Fernsehserie, 3 Folgen, Stimme)
- 2024: The End
- 2024: The Room Next Door
- 2024: A Sudden Glimpse to Deeper Things (Dokumentation)
- 2024: Fantasmas (Fernsehserie, Folge 1x03 Toilets)

## Auszeichnungen und Nominierungen (Auswahl)
- 1988: Teddy Award (Kategorie: Jurypreis)
- 1991: Darstellerpreis (Coppa Volpi) der Internationalen Filmfestspiele von Venedig für Edward II
- 1992: Darstellerpreis des Internationalen Filmfestivals Thessaloniki für Orlando
- 1993: David di Donatello für Orlando (Beste ausländische Darstellerin)
- 1993: Darstellerpreis des Internationalen Filmfestivals von Seattle für Orlando
- 1993: Goldener Pegasus für Orlando (Beste Darstellerin)
- 1993: Nominierung für den Europäischen Filmpreis für Orlando (Beste Darstellerin)
- 2001: Boston Society of Film Critics Award für The Deep End – Trügerische Stille (Beste Hauptdarstellerin)
- 2001: Bremer Filmpreis
- 2002: Las Vegas Film Critics Society Award für The Deep End – Trügerische Stille (Beste Hauptdarstellerin)
- 2002: Golden-Globe-Nominierung für The Deep End – Trügerische Stille (Beste Hauptdarstellerin – Drama)
- 2004: BAFTA Scotland Award für Young Adam (Beste Darstellerin in einem schottischen Film)
- 2005: Darstellerpreis des Internationalen Filmfestivals von Gijón für Thumbsucker
- 2005: Richard-Harris-Preis der British Independent Film Awards
- 2007: Dallas-Fort Worth Film Critics Association Award für Michael Clayton (Beste Nebendarstellerin)
- 2008: Kansas City Film Critics Circle Award für Michael Clayton (Beste Nebendarstellerin)
- 2008: Vancouver Film Critics Circle für Michael Clayton (Beste Nebendarstellerin)
- 2008: Golden-Globe-Nominierung für Michael Clayton (Beste Nebendarstellerin)
- 2008: Special Teddy Award (gemeinsam mit Kevin Collins, Simon Fisher Turner, Isaac Julien und James Mackay für das Bewahren des Erbes an Derek Jarman)
- 2008: British Academy Film Award für Michael Clayton (Beste Nebendarstellerin)
- 2008: Oscar für Michael Clayton (Beste Nebendarstellerin)
- 2008: Britannia Award (Britische Künstlerin des Jahres)
- 2009: Nominierung für den British Academy Film Award für Burn After Reading – Wer verbrennt sich hier die Finger? (Beste Nebendarstellerin)
- 2009: Evening Standard British Film Award für Julia (Beste Darstellerin)
- 2009: London Critics’ Circle Film Award für Der seltsame Fall des Benjamin Button (Beste britische Nebendarstellerin)
- 2009: Saturn Award für Der seltsame Fall des Benjamin Button (Beste Nebendarstellerin)
- 2010: Dublin Film Critics Award für I Am Love (Beste Darstellerin)
- 2010: Europäisches Nastro d’Argento für I Am Love
- 2011: National Board of Review Award für We Need to Talk About Kevin (Beste Hauptdarstellerin)
- 2011: Europäischer Filmpreis für We Need to Talk About Kevin (Beste Darstellerin)
- 2012: Golden-Globe-Nominierung (Drama) für We Need to Talk About Kevin (Beste Hauptdarstellerin)
- 2020: Internationale Filmfestspiele von Venedig – Goldener Löwe – Ehrenpreis für das Lebenswerk[18]
- 2022: FIAF Award[19]
- 2025: Golden-Globe-Nominierung (Drama) für The Room Next Door (Beste Hauptdarstellerin)
- 2025: Goldener Ehrenbär für ihr Lebenswerk